# Stanisław Boniecki
Stanisław Boniecki (* 25. Oktober 1950) ist ein ehemaliger polnischer Radrennfahrer.

## Sportliche Laufbahn
Boniecki war im Straßenradsport aktiv. 1972 gewann er bei seiner zweiten Teilnahme eine Etappe der Polen-Rundfahrt. 1973 fuhr er mit der polnischen Nationalmannschaft den Grand Prix Guillaume Tell. 1974 gewann Boniecki Etappen in der Polen-Rundfahrt und im Milk Race. Zwei weitere Etappen der Polen-Rundfahrt entschied er 1975 für sich. Dazu kam der Sieg auf der 12. Etappe der Internationalen Friedensfahrt, die er auf dem 73. Platz beendete. In der Dookola Mazowska und der Tour of Scotland gewann er weitere Etappen.